# Jean-Cyril Robin
Jean-Cyril Robin (ur. 27 sierpnia 1969 w Lannion) – francuski kolarz szosowy, brązowy medalista mistrzostw świata.

## Kariera
Największy sukces w karierze Jean-Cyril Robin osiągnął w 1999 roku, kiedy zdobył brązowy medal w wyścigu ze startu wspólnego podczas mistrzostw świata w Weronie. W zawodach tych wyprzedzili go jedynie Óscar Freire z Hiszpanii oraz Szwajcar Markus Zberg. Był to jedyny medal wywalczony przez niego na międzynarodowej imprezie tej rangi. Ponadto wygrał między innymi Boucles de la Mayenne w 1990 roku, Grand Prix de la ville de Rennes oraz Coupe de France w 1992 roku, Route Adélie de Vitré i Tour d'Armorique rok później, a w 2000 roku był najlepszy w Prix du Léon. Wielokrotnie startował w Tour de France, najlepszy wynik osiągając w 1998 roku, kiedy zajął szóste miejsce w klasyfikacji generalnej. Dwa lata wcześniej był dziewiąty w Giro d'Italia. Dwukrotnie brał udział w Vuelta a España, jednak w obu przypadkach nie ukończył rywalizacji. Nigdy nie wystąpił na igrzyskach olimpijskich. W 2004 roku zakończył karierę.